# Tübingen (huyện)
Tübingen là một huyện (Landkreis) tại bang Baden-Württemberg, nước Đức. 

## Xã và đô thị
| Thị trấn                                         | Xã |
| ------------------------------------------------ | --- |
| 1. Mössingen 2. Rottenburg am Neckar 3. Tübingen | 1. Ammerbuch 2. Bodelshausen 3. Dettenhausen 4. Dußlingen 5. Gomaringen 6. Hirrlingen 7. Kirchentellinsfurt 8. Kusterdingen 9. Nehren 10. Neustetten 11. Ofterdingen 12. Starzach |